# كاجول
كاجول (بالإنجليزية: Kajol)‏ ممثلة هندية من مواليد (5 أغسطس 1974) وتعتبر من أبرز الممثلات في بوليوود، لأنها ولدت لعائلة فنية من الطراز الأول، فهي ابنة الفنانة «تانوجا سامارت» التي مثلت في عدد كبير من الأفلام، ووالدها «سومو موخيرجي» يعمل كمنتج، وأختها تانيشا عملت في برامج التليفزيون قبل أن تنتقل للعمل في التمثيل، وجدّتها هي الممثلة الكبيرة «شوبانا سامارث»، وعمتها هي الفنانة نوتان بيهل، أما ابنة عمها فهي الممثلة الشهيرة راني موخيرجي.
هذه الخبرة الفنية الكبيرة في العائلة منحت كاجول الأرضية الصلبة التي استطاعت من خلالها انتقاء أعمالها بحرفية، حيث تركز كاجول على التمثيل أكثر من تركيزها على النجاح التجاري للعمل الذي تؤديه، خاصة أن لديها الدعم المادي الذي يجعلها غنية عن الانسياق وراء أي عمل لا تقتنع به.
ليست الخبرة الفنية ما ورثته كاجول عن عائلتها فحسب، ولكنها ورثت عن والدتها الشخصية النارية، التي جعلتها تتخذ قرارا جريئا للغاية بترك التعليم وهي في سن الـ17، لتتجه إلى التمثيل، وكانت بدايتها عام 1992 بفيلم " bekhudi" أمام كمال سانداه، ورغم أن الفيلم لم يحقق نجاحا يذكر في شباك التذاكر، إلا أنه كان إعلانا صريحا عن قدوم نجمة واعدة.
فطن المنتجون لموهبة كاجول الفنية، لذلك أسند لها دورا أمام الفنان الكبير شاه روخان في فيلم "baazigar" عام 1993 وحقق الفيلم نجاحا كبيرا، لتشارك عام 1994 في بطولة فيلم udhaar ki zindagi، ولكنه لم يحقق النجاح المتوقع.
كان فيلم yeh dillagi الذي شاركت فيه كاجول مع النجمين أكشاي كومار وسيف علي خان بمثابة الانطلاقة الحقيقية للفنانة في السينما الهندية، حيث وضعها في قائمة نجمات الصف الأول، فكومار المتخصص في أفلام الأكشن كان سيؤدي دوراً مختلفاً تماما وسيف علي خان حتى تلك اللحظة لم يكن في رصيده من النجاح ما يشفع له كي يمكن إسناد مسئولية نجاح الفيلم له، لذلك كان الحمل كله على كتفي كاجول.
كما أن كاجول بجانب الملك شاه روخان يعتبران الثنائي الأكثر رومانسية بحسب محبي سينما بوليوود وتمثل ذلك في أدائهما دورا البطولة في فيلم ديلفالي ورجوع العاشق المجنون وأمام زوجها أجاي ديفجان فشكلت ثنائيات ناجحة واستطاعت أن تحقق شهرة واسعة في جيل التسعينات وإلى الآن كاختيارتها لأدوارها وقوتها في التمثيل ولقد لقبت «بالملكة» و«البطلة الأسطورية الحية لبوليوود» وأيضا تعتبر واحدة من أهم ملكات بوليوود.

## وصلات خارجية
- كاجول على موقع IMDb (الإنجليزية)
- كاجول على موقع ميتاكريتيك (الإنجليزية)
- كاجول على موقع روتن توميتوز (الإنجليزية)
- كاجول على موقع قاعدة بيانات الأفلام العربية
- كاجول على موقع ألو سيني (الفرنسية)
- كاجول على موقع ميوزك برينز (الإنجليزية)
- كاجول على موقع أول موفي (الإنجليزية)
- كاجول على موقع إن إن دي بي (الإنجليزية)
- كاجول على موقع قاعدة بيانات الفيلم (الإنجليزية)
- كاجول على موقع كينوبويسك (الروسية)